# Маскаренское плато
Маскаре́нское плато́ — крупнейшее подводное плато Индийского океана, расположенное к северу и к востоку от Мадагаскара.
Плато простирается на 2000 км от Сейшельских островов на севере до Реюньона на юге. Его площадь составляет более 115 000 км². Преобладающие глубины колеблются от 8 до 150 м, на окраинах плато, где расположены абиссальные равнины, глубина достигает 4000 м.
Северная часть плато, включающая Сейшельские острова и острова Агалега, является фрагментом древнего суперконтинента Гондваны и состоит из гранита, который перекрывает месторождения известняка и базальта. Южная часть плато включает в себя Маскаренские острова, а также Суданскую банку и банки Хоукинс, Сая-де-Малья и Назарет. Южная часть была образована горячей точкой Реюньон.